# Bratska mogila

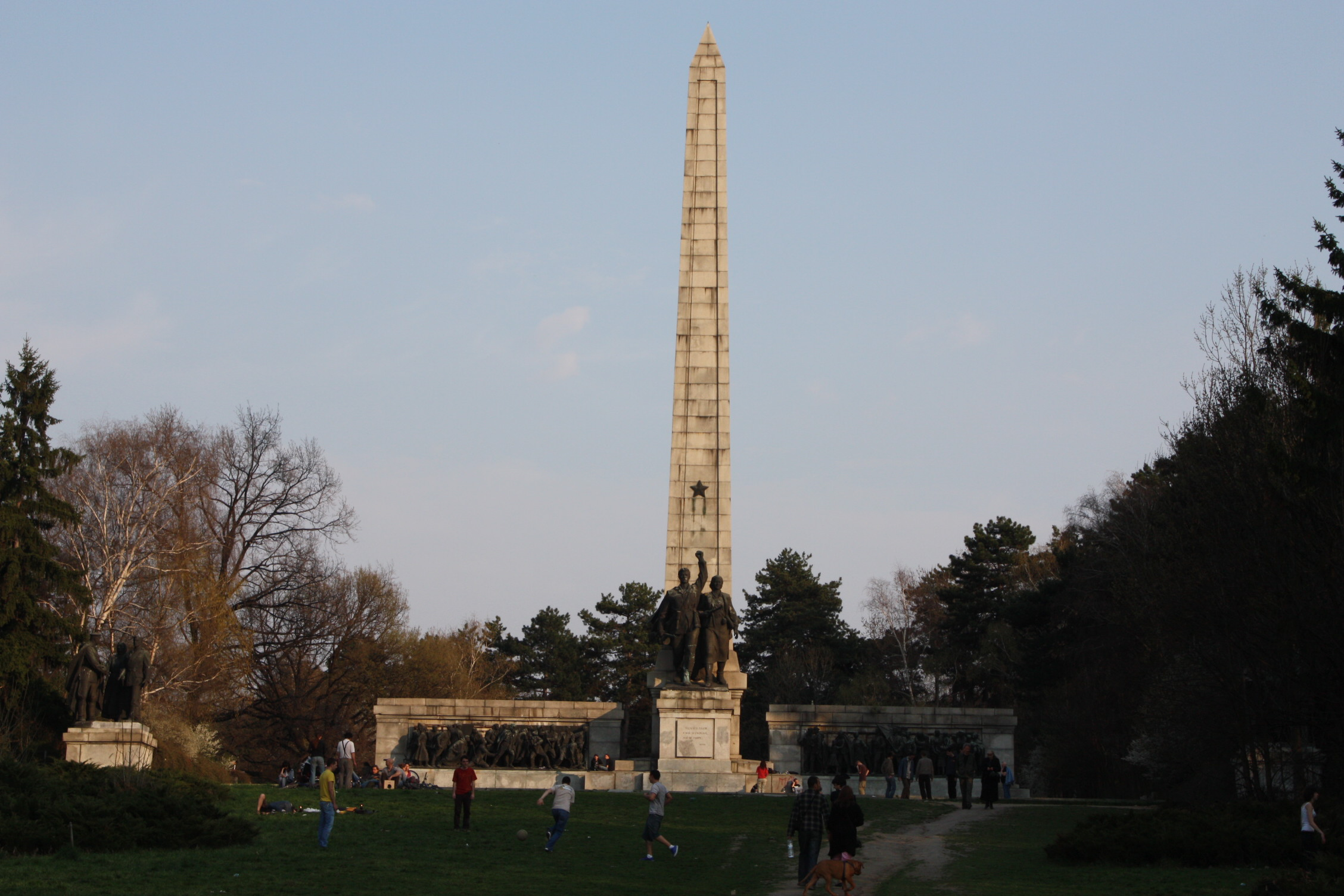
Das Monument Bratska mogila

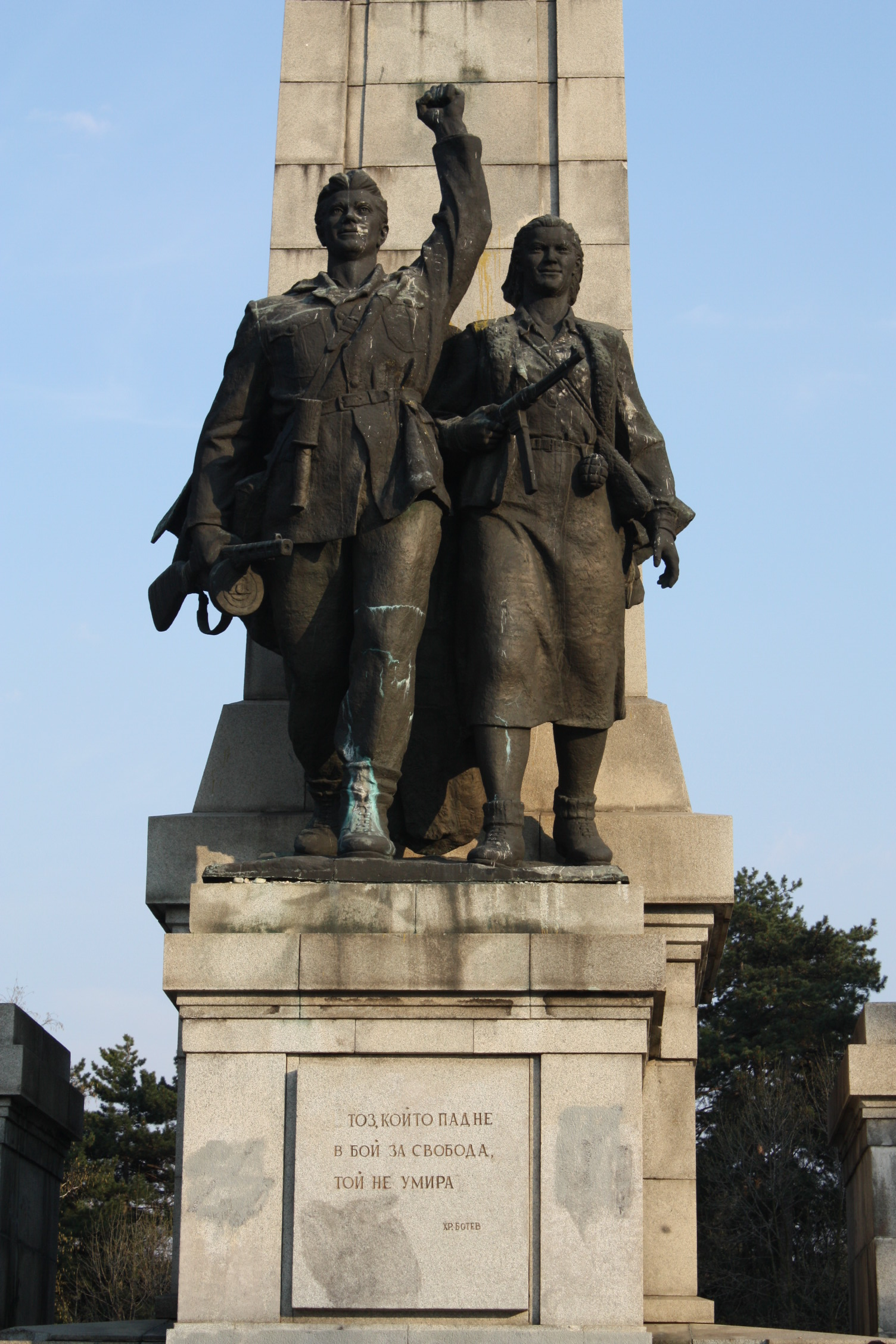
Inschrift "Wer im Kampf für die Freiheit fällt, der stirbt nicht" Christo Botew

Bratska mogila (bulgarisch Братска могила; dt. Brüdergrab) ist ein 1956 gebautes Monument in der bulgarischen Hauptstadt Sofia.
Das Monument mit einem 41 Meter hohen Obelisken befindet sich im Stadtzentrum, im südöstlichen Teil des Parks Borissowa gradina. Es ist der kommunistischen Partisanenbewegung in Bulgarien gewidmet, ebenso den Gefallenen des Septemberaufstandes (1923).
In seinem Fundament wurden die sterblichen Überreste bulgarischer Widerstandskämpfer aus der Zeit von 1941 bis 1944 beigesetzt. Während der Jahre des bulgarischen Kommunismus (1945–1989) nahm man das Denkmal zum Anlass, den Park in Park der Freiheit (bulg. Парк на свободата/Park na swobodata) umzubenennen. Nach der Demokratisierung in Bulgarien 1989 wurde die Umbenennung rückgängig gemacht.